# Marguerite Nebelsztein
 (septembre 2022).
La mise en forme du texte ne suit pas les recommandations de Wikipédia : il faut le « wikifier ».
Les points d'amélioration suivants sont les cas les plus fréquents. Le détail des points à revoir est peut-être précisé sur la page de discussion.
- Les titres sont pré-formatés par le logiciel. Ils ne sont ni en capitales, ni en gras.
- Le texte ne doit pas être écrit en capitales (les noms de famille non plus), ni en gras, ni en italique, ni en « petit »…
- Le gras n'est utilisé que pour surligner le titre de l'article dans l'introduction, une seule fois.
- L'italique est rarement utilisé : mots en langue étrangère, titres d'œuvres, noms de bateaux, etc.
- Les citations ne sont pas en italique mais en corps de texte normal. Elles sont entourées par des guillemets français : « et ».
- Les listes à puces sont à éviter, des paragraphes rédigés étant largement préférés. Les tableaux sont à réserver à la présentation de données structurées (résultats, etc.).
- Les appels de note de bas de page (petits chiffres en exposant, introduits par l'outil «  Source ») sont à placer entre la fin de phrase et le point final[comme ça].
- Les liens internes (vers d'autres articles de Wikipédia) sont à choisir avec parcimonie. Créez des liens vers des articles approfondissant le sujet. Les termes génériques sans rapport avec le sujet sont à éviter, ainsi que les répétitions de liens vers un même terme.
- Les liens externes sont à placer uniquement dans une section « Liens externes », à la fin de l'article. Ces liens sont à choisir avec parcimonie suivant les règles définies. Si un lien sert de source à l'article, son insertion dans le texte est à faire par les notes de bas de page.
- La présentation des références doit suivre les conventions bibliographiques. Il est recommandé d'utiliser les modèles {{Ouvrage}}, {{Chapitre}}, {{Article}}, {{Lien web}} et/ou {{Bibliographie}}. Le mode d'édition visuel peut mettre en forme automatiquement les références.
- Insérer une infobox (cadre d'informations à droite) n'est pas obligatoire pour parachever la mise en page.

Pour une aide détaillée, merci de consulter Aide:Wikification.
Si vous pensez que ces points ont été résolus, vous pouvez retirer ce bandeau et améliorer la mise en forme d'un autre article.
 (juin 2023).
Si vous disposez d'ouvrages ou d'articles de référence ou si vous connaissez des sites web de qualité traitant du thème abordé ici, merci de compléter l'article en donnant les références utiles à sa vérifiabilité et en les liant à la section « Notes et références ».
Marguerite Nebelsztein, née en 1988 en Indre-et-Loire, est une militante féministe du collectif Génération précaire puis du collectif Georgette Sand. 

## Carrière professionnelle
À 17 ans, elle se rend à Hong Kong pour une année d'étude. Elle poursuit des études en Histoire puis en journalisme en France et au Québec. Elle effectue un séjour en Afghanistan, à Kaboul, en 2010 pour travailler dans une université privée locale.
À la fin de ses études, elle s'engage aux côtés du collectif Génération Précaire, pour l'amélioration des droits des stagiaires en France.
Elle retourne à Hong Kong en 2014 à l'occasion de la Révolution des parapluies en tant que journaliste.
Engagée dans le collectif Georgette Sand depuis 2014, elle participe à l'écriture du livre Ni vues ni connues, qui décrypte les processus d'invisibilisation des femmes dans les livres d'histoire, et du projet Les Monumentales.
En 2020, elle co-fonde la newsletter féministe et participative : SorocitéElle participe à l'écriture du cahier de vacances féministe sorti chez Hachette en 2022.
En 2021, elle lance, avec le collectif Georgette Sand, les rencontres féministes de la Teinturerie dans sa ville d'origine, Richelieu.